# 渡辺勘郎
渡辺 勘郎（わたなべ かんろう、1959年8月 - ）は、東京都墨田区出身のスポーツジャーナリスト。有限会社トラスト・ボンド代表取締役。

## 経歴・人物
中央大学法学部卒業後、週刊文春編集部を経て、フリーのスポーツジャーナリストになる。野球に関する著作が多い。
独立後、有限会社トラスト・ボンドを設立。

## 著書
- 現役続行
- 栄光のマウンド
- 白球と宿命
- 終わらない夏
- 甲子園のキセキ
- 甲子園　刻まれた伝説